# Nils Lorens Sjöberg
Nils Lorens Sjöberg, né le 4 décembre 1754 à Jönköping et mort le 13 mars 1822 à Stockholm, est un fonctionnaire et poète suédois.

## Biographie
Fils d'ouvrier, il commence ses études à Jönköping à l'âge de quatorze ans et s'y distingue par ses rapides progrès. Au bout de six ans, il entre à l'université de Lund et se destine à devenir prêtre, mais il décide de changer de voie et devient clerc dans l'administration en 1782.
À Stockholm, Sjöberg se fait rapidement connaître comme poète et remporte plusieurs prix décernés par les sociétés littéraires Utile dulci, Vitterhetsakademien et Göteborgs vitterhetssällskap. En 1786, son poème sur l'arrivée au pouvoir de Gustave Adolphe remporte le deuxième prix de l'Académie suédoise, derrière celui composé par le roi Gustave III en mémoire de Lennart Torstenson. Il est élu à l'Académie en 1787, au siège 18.
En revanche, sa carrière dans l'administration n'est pas aussi brillante. Il n'accède au poste de secrétaire qu'en 1812, à l'âge de 58 ans. Il meurt en 1822, à l'âge de 67 ans, célibataire.

## Référence
- (sv) Cet article est partiellement ou en totalité issu de l’article de Wikipédia en suédois intitulé « Nils Lorens Sjöberg » (voir la liste des auteurs).